# Дод, Лотти
Шарлотта (Лотти) Дод (англ. Charlotte 'Lottie' Dod; 24 сентября 1871[…], Бебингтон, Мерсисайд — 27 июня 1960[…], Суэй, Гэмпшир) — британская спортсменка: теннисистка, хоккеистка на траве, гольфистка, стрелок из лука.
Пятикратная победительница Уимблдонского турнира в женском одиночном, парном и смешанном парном разрядах. Основательница и капитан сборной Англии по хоккею на траве. Чемпионка Великобритании по гольфу (1904). Серебряный призёр Олимпийских игр 1908 года в стрельбе из лука.

## Спортивная карьера
Уже к 12 годам была известна как «маленькое чудо». Всесторонне развитая спортсменка, которую «Исторический словарь женщин Британии» называет первым спортивным вундеркиндом, в дальнейшем достигла успехов в целом ряде видов спорта на национальном и международном уровне. Книга рекордов Гиннесса называет её, наряду с Милдред Дидриксон, выступавшей в соревнованиях по лёгкой атлетике, гольфу и баскетболу, самой универсальной спортсменкой в истории.

### Лаун-теннис
Начала играть в новый тогда лаун-теннис в девять лет, а в 11 уже участвовала в местных турнирах с сестрой Энни. Первый лаун-теннисный турнир выиграла в 13 лет, в 1886 году выиграла Уимблдонский турнир в женском парном разряде, а в 15 лет и 10 месяцев, в 1887 году, стала самой молодой за всю последующую историю победительницей Уимблдонского турнира в женском одиночном разряде, отдав сопернице в финале, Бланш Бингли, только два гейма. В том же году выиграла и женский чемпионат Ирландии. Её игру уже в этом возрасте отличали способность предвидеть действия соперниц и мощная подача с быстрым выходом к сетке.
Повторила свой успех в одиночном разряде на Уимблдоне ещё четыре раза — в 1888, 1891, 1892 и 1893 годах, пропустив турниры 1889 и 1890 года. Также ещё дважды выигрывала турнир женских пар (в 1887 и 1888 годах) и дважды — турнир смешанных пар (в 1889 и 1892 годах). После 1893 года завершила выступления в турнирах, хотя продолжала играть в теннис.

#### Титулы на Уимблдонском турнире в одиночном разряде
| Год  | Этап                 | Соперница в финале   | Счёт в финале |
| ---- | -------------------- | -------------------- | ------------- |
| 1887 | Раунд вызова         | Бланш Бингли         | 6-2, 6-0      |
| 1888 | Раунд вызова         | Бланш Бингли-Гильярд | 6-3, 6-3      |
| 1891 | Финал общего турнира | Бланш Бингли-Гильярд | 6-2, 6-1      |
| 1892 | Раунд вызова         | Бланш Бингли-Гильярд | 6-1, 6-1      |
| 1893 | Раунд вызова         | Бланш Бингли-Гильярд | 6-8, 6-1, 6-4 |

### Гольф
Играла в гольф с 15 лет. После ухода из соревновательного тенниса уже в 1894 году приняла участие в создании гольф-клуба в Мортоне и стала участницей национального первенства по гольфу. В 1898 и 1900 годах становилась полуфиналисткой чемпионата страны, а в 1904 году, после двухлетнего перерыва в выступлениях, неожиданно стала чемпионкой Великобритании, опередив соперницу, Мэй Хезлет, на последней лунке и став единственной в истории чемпионкой Великобритании в теннисе и гольфе. В дальнейшем несколько раз выступила за сборную Великобритании, хотя больше не добивалась значительных индивидуальных успехов.

### Хоккей на траве
После окончания выступлений в теннисных турнирах увлеклась хоккеем на траве. Вскоре стала ведущим игроком и капитаном национальной сборной и дважды — в 1899 и 1900 годах — привела её к победе над командой Ирландии, причём во втором матче, закончившемся со счётом 2:1, забила оба гола. В 1901 году, однако, её выступления были прерваны семейной трагедией: скончалась её мать. После траура 1901 года так и не вернулась в хоккей.

### Стрельба из лука
С 1905 года Дод и её братья занимались стрельбой из лука, выступая за клуб Welford Park Archers. Заняв в национальном отборе второе место, Лотти получила право представлять Великобританию в соревнованиях лучниц на Олимпиаде 1908 года. После первого дня соревнований она возглавляла турнирную таблицу, полностью составленную из британских спортсменок. Её брат Уильям лидировал среди мужчин. Во второй день Уильям успешно довёл дело до золотой медали, а Лотти уступила верхнюю строчку таблицы, удовольствовавшись «серебром». Она продолжала участвовать в соревнованиях в стрельбе из лука до 1911 года, когда был закрыт её родной клуб. Этот год стал последним в её спортивной карьере.
Помимо перечисленных спортивных успехов, увлекалась фигурным катанием, тобогганом, кёрлингом и альпинизмом. Во время Первой мировой войны служила сестрой милосердия в Англии. Скончалась в 1960 году в доме престарелых, слушая репортаж с Уимблдонского турнира. В 1983 году имя Лотти Дод было включено в списки Международного зала теннисной славы.